# The Wildcat (film 1917)
The Wildcat è un film muto del 1917 diretto da Sherwood McDonald.

## Trama
Viziatissima dai ricchi genitori, Bethesda Carewe - quando il padre perde la sua fortuna - si rifiuta di sposare Mortimer Hunt, matrimonio che dovrebbe riaggiustare le finanze casalinghe. Le sue ripulse e suoi modi da gatto selvatico non fanno altro che eccitare Mortimer che, in combutta con il signor Carewe, progetta di rapire la ragazza. Bethesda viene così portata in un rifugio di montagna dove Mortimer vuole farle ammettere di amarlo. Inscena addirittura un attacco di desperados che, ai suoi ordini, fingono di prenderlo prigioniero. Per salvarlo, Bethesda finalmente dichiara il suo amore e accetta di sposarlo seduta stante.

## Produzione
Il film fu prodotto dalla Horkheimer Studios (Balboa Amusement Producing Company). Venne girato a Long Beach, cittadina californiana dove la casa di produzione aveva la sua sede.

## Distribuzione
Distribuito dalla Mutual Film, il film - presentato da E.D. Horkheimer - uscì nelle sale cinematografiche statunitensi il 25 aprile 1917.
Non si conoscono copie ancora esistenti della pellicola che viene considerata presumibilmente perduta.